# Фольгоре/Фальчано
«Фольгоре/Фальчано» — сан-маринский футбольный клуб представляющий посёлок Фальчано. Выступает в чемпионате Сан-Марино, в группе Б. Клуб основан в 1972 году, как и все сан-маринские клубы, не имеет собственного стадиона. «Фольгоре/Фальчано» является четырёхкратным чемпионом Сан-Марино.

## Достижения
- Чемпион Сан-Марино (4): 1996/97, 1997/98, 1999/00, 2014/15.
- Обладатель Кубка Сан-Марино (1): 2015.
- Обладатель Суперкубка Сан-Марино (3): 1997, 2000, 2015.

## Выступления в еврокубках
| Сезон   | Турнир              | Раунд                         | Соперник            | Дома | В гостях | Общий счёт |  |
| ------- | ------------------- | ----------------------------- | ------------------- | ---- | -------- | ---------- |  |
| 2000/01 | Кубок УЕФА          | Предварительный раунд         | Базель              | 1:5  | 0:7      | 1:12       |  |
| 2014/15 | Лига Европы УЕФА    | Первый квалификационный раунд | Будучност Подгорица | 1:2  | 0:3      | 1:5        |  |
| 2015/16 | Лига чемпионов УЕФА | Первый квалификационный раунд | Пюник               | 1:2  | 1:2      | 2:4        |  |
| 2016/17 | Лига Европы УЕФА    | Первый квалификационный раунд | АЕК Ларнака         | 1:3  | 0:3      | 1:6        |  |
| 2017/18 | Лига Европы УЕФА    | Первый квалификационный раунд | Валлетта            | 0:1  | 0:2      | 0:3        |  |
| 2018/19 | Лига Европы УЕФА    | Предварительный раунд         | Энгордань           | 1:1  | 1:2      | 2:3        |  |